# 존 애덤스 행정부
존 애덤스는 1797년 3월 4일부터 1801년 3월 4일까지 제2대 미국 대통령으로 재임했다. 조지 워싱턴 행정부에서 부통령을 역임했던 애덤스는 1796년 대통령 선거에서 승리한 후 대통령으로 취임했다. 연방당 소속으로 대통령직을 수행한 유일한 인물인 그는 1800년 대통령 선거에서 패배하여 단임으로 대통령직을 마쳤다. 그의 후임은 야당인 민주공화당의 토머스 제퍼슨이었다.
애덤스가 취임했을 당시, 프랑스와 영국 간의 진행 중이던 프랑스 혁명 전쟁은 공해상에서 미국 상인들에게 큰 어려움을 야기했으며, 전국적으로 대립하는 정당들 사이에 치열한 당파주의를 불러일으켰다. 프랑스와의 협상 시도는 XYZ 사건으로 이어졌는데, 프랑스 관리들은 협상을 시작하기 전에 뇌물을 요구했다. XYZ 사건은 미국 대중을 격분시켰고, 미국과 프랑스는 유사전쟁으로 알려진 선전포고 없는 해상 분쟁에 돌입했으며, 이는 애덤스 대통령 임기 내내 지배적이었다. 애덤스는 육군과 해군의 확장을 주도했으며, 해군은 유사전쟁에서 여러 차례 승리를 거두었다.
이러한 조치와 관련된 지출 증가로 더 많은 연방 수입이 필요했고, 의회는 1798년 직접세를 통과시켰다. 전쟁과 그와 관련된 과세는 국내 불안을 야기하여 프라이스 반란과 같은 사건을 초래했다. 국내외적 불안에 대응하여 제5차 의회는 총칭하여 외국인 및 선동법으로 알려진 네 개의 법안을 통과시켰다. 대통령이 서명하여 법으로 제정된 이 법들은 이민자들이 미국 시민이 되기 어렵게 만들었고, 대통령이 위험하다고 간주되거나 적대국 출신인 비시민권자를 투옥하고 추방할 수 있도록 허용했으며, 연방 정부를 비판하는 허위 진술을 범죄화했다. 연방당 다수는 이 법안들이 분쟁 시기에 국가 안보를 강화한다고 주장한 반면, 민주공화당은 이 법들을 맹렬히 비판했다.
유사전쟁과 외국인 및 선동법에 대한 반대, 그리고 애덤스와 알렉산더 해밀턴 사이의 당내 경쟁은 모두 1800년 선거에서 애덤스가 제퍼슨에게 패배하는 데 기여했다. 역사가들은 애덤스의 대통령직을 평가하는 데 어려움을 겪는다. 새뮤얼 모리슨은 "그는 기질적으로 대통령직에 적합하지 않았다. 그는 다른 어떤 미국인, 심지어 제임스 매디슨보다도 정치학에 대해 더 많이 알았지만, 행정가로서는 불안정했다"라고 썼다. 그럼에도 불구하고 애덤스는 프랑스와의 전쟁을 피할 수 있었는데, 전쟁은 외교의 최후의 수단이 되어야 한다고 주장했다. 이 주장으로 그는 가장 강력한 적대국들로부터 국가의 존경을 얻었다. 애덤스는 외국인 및 선동법에 서명한 것으로 맹렬히 비판받았지만, 그는 결코 그 통과를 옹호하거나 개인적으로 시행하지 않았으며, 프라이스 반란의 주동자들을 사면했다. 역사가 C. 제임스 테일러는 "이런 관점에서 볼 때," 애덤스의 유산은 "이성, 도덕적 리더십, 법치, 연민, 그리고 국가 이익 확보와 명예로운 평화 달성을 모두 목표로 하는 신중하면서도 적극적인 외교 정책의 유산이다"라고 평했다.

## 1796년 선거
1796년 선거는 미국에서 처음으로 경쟁이 벌어진 대통령 선거였다. 조지 워싱턴은 처음 두 번의 대통령 선거에서 만장일치로 당선되었다. 그러나 그의 재임 기간 동안, 행정부의 두 주요 인물인 알렉산더 해밀턴과 토머스 제퍼슨 사이에 깊은 철학적 차이가 드러났다. 국내 및 외교 정책에 대한 그들의 상반된 비전은 행정부 내에서 균열을 일으켰고, 이는 연방당과 민주공화당의 창당으로 이어졌다. 워싱턴이 세 번째 임기에 출마하지 않겠다고 발표하면서 대통령직을 둘러싼 치열한 당파적 투쟁이 불붙었다.
| 1796년 선거인단 투표 총계 | 1796년 선거인단 투표 총계 | 1796년 선거인단 투표 총계 | 1796년 선거인단 투표 총계 |
| 이름                      | 정당                      | 정당                      | 득표수                    |
| ------------------------- | ------------------------- | ------------------------- | ------------------------- |
| 존 애덤스                 |                           | 연방당                    | 71                        |
| 토머스 제퍼슨             |                           | 민주공화당                | 68                        |
| 토머스 핑크니             |                           | 연방당                    | 59                        |
| 에런 버                   |                           | 민주공화당                | 30                        |
| 새뮤얼 애덤스             |                           | 민주공화당                | 15                        |
| 올리버 엘스워스           |                           | 연방당                    | 11                        |
| 조지 클린턴               |                           | 민주공화당                | 7                         |
| 존 제이                   |                           | 연방당                    | 5                         |
| 제임스 이레델             |                           | 연방당                    | 3                         |
| 존 헨리 (메릴랜드 정치인) |                           | 민주공화당                | 2                         |
| 새뮤얼 존스턴             |                           | 연방당                    | 2                         |
| 조지 워싱턴               |                           | 없음                      | 2                         |
| 찰스 코츠워스 핑크니      |                           | 연방당                    | 1                         |

이전 두 번의 대통령 선거와 마찬가지로 1796년 선거에서도 유권자에게 직접 후보가 제시되지 않았다. 대신 헌법은 각 주가 대통령 선거인을 선출하고, 이들의 투표로 대통령을 선출하도록 규정했다. 수정 헌법 제12조가 비준되기 전에 선거가 치러졌으므로, 각 대통령 선거인은 대통령에게 두 표를 던졌지만, 같은 인물에게 두 표를 던지는 것은 허용되지 않았다. 헌법은 가장 많은 득표를 한 사람이 대통령이 되며, 선거인의 과반수 득표를 얻어야 하고, 두 번째로 많은 득표를 한 사람이 부통령이 된다고 규정했다. 일곱 개 주에서는 유권자가 대통령 선거인을 선택했다. 나머지 아홉 개 주에서는 주의 입법부가 선거인을 선택했다.
애덤스와 해밀턴 모두 연방당을 이끌고 싶어 했지만, 부통령 애덤스는 워싱턴의 "후계자"로 널리 인식되었고, 그는 당의 선거인들 사이에서 지지를 굳혔다. 민주공화당의 분명한 선호는 토머스 제퍼슨이었으나, 그는 출마를 망설였다. 의회의 민주공화당원들은 후보 지명 회의를 열고 제퍼슨과 에런 버를 대통령 후보로 지명했다. 제퍼슨은 처음에는 지명을 거절했지만, 몇 주 후에 마침내 출마에 동의했다. 의회의 연방당원들은 비공식 후보 지명 회의를 열고 애덤스와 토머스 핑크니를 대통령 후보로 지명했다. 선거 운동은 대부분 조직적이지 않고 산발적이었으며, 신문 공격, 팸플릿, 정치 집회에 국한되었다. 연방당원들은 제퍼슨을 친프랑스주의자이자 무신론자라고 공격한 반면, 민주공화당원들은 애덤스를 친영주의자이자 군주주의자라고 비난했다.
11월 초, 프랑스 주미 대사 피에르 아데트는 제퍼슨을 위해 정치 논쟁에 개입하여 반영 감정을 불러일으키고 제퍼슨의 승리가 프랑스와의 관계 개선을 가져올 것이라는 인상을 주도록 고안된 성명을 발표했다. 한편, 해밀턴은 "애덤스보다 더 유순한 대통령"을 원하여 선거를 핑크니에게 유리하게 돌리려 했다. 그는 "선호 후보" 핑크니에게 투표하겠다고 맹세했던 사우스캐롤라이나 연방당 선거인들에게 애덤스 외의 다른 후보들에게 두 번째 투표를 분산하도록 강요했다. 그러나 해밀턴의 계획은 여러 뉴잉글랜드 주 선거인들이 이를 듣고 상의하여 핑크니에게 투표하지 않기로 합의하면서 실패했다.
선거인단 138명의 표는 1797년 2월 8일 의회 합동 회의에서 집계되었다. 상위 세 명의 득표자는 애덤스 71표, 제퍼슨 69표, 핑크니 59표였다. 나머지 표는 버와 다른 아홉 명의 후보들에게 분산되었다. 애덤스의 득표 거의 대부분은 북부 선거인들에게서 나왔고, 제퍼슨의 득표 거의 대부분은 남부 선거인들에게서 나왔다. 상원의장으로서 애덤스는 자신을 대통령 당선인으로, 그의 주요 상대였던 제퍼슨을 부통령 당선인으로 발표해야 했다. 일주일 후 그는 8년 동안 의사봉을 잡았던 기관에 감동적인 고별 연설을 했다. 미국의 양당제는 1796년 선거를 앞두고 시작되었는데, 이는 현재까지 대통령과 부통령이 상반되는 정당에서 선출된 유일한 선거이다. 뉴잉글랜드와 남부 간의 경쟁(중간 주들이 권력 균형을 유지) 또한 이 시기에 싹트기 시작했다.

## 취임
애덤스는 1797년 3월 4일 필라델피아의 콩그레스 홀에 있는 미국 하원 회의실에서 미국의 제2대 대통령으로 취임했다. 대법원장 올리버 엘스워스가 취임 선서를 주재함으로써, 애덤스는 대법원장으로부터 선서를 받은 최초의 대통령이 되었다.
애덤스는 취임 연설(풀 텍스트: John Adams' Inaugural Address)을 독립을 위한 투쟁에 대한 회고로 시작했다.
초기에 미국에 외국 입법부에 대한 무제한적인 복종과 그들의 주장에 대한 완전한 독립 외에는 다른 중도적 경로가 없다는 것이 처음 인식되었을 때, 사려 깊은 사람들은 저 광대한 국가 전체와 부분에 걸쳐 수립될 정부의 형태에 대해 확실히 발생할 논쟁과 불화보다, 저항해야만 할 강력한 함대와 군대의 위험에 덜 불안해했다. 그러나 그들은 자신들의 의도의 순수함, 자신들의 대의의 정의로움, 그리고 국민의 성실과 지성, 그리고 이 나라를 처음부터 그렇게 뚜렷하게 보호해 온 압도적인 섭리에 의지하여, 당시 현재 인구의 절반 조금 넘게 구성되었던 이 나라의 대표자들은 주조되고 있던 쇠사슬과 들어 올려진 쇠막대기를 부수었을 뿐만 아니라, 그들을 묶었던 유대마저 솔직히 끊어버리고 불확실성의 바다로 나아갔다.

2,308단어의 연설에는 조지 워싱턴에 대한 웅변적인 찬사, 정치적 단결에 대한 촉구, 그리고 학문 기관 발전을 지원하겠다는 서약이 포함되어 있었다. 일부 연방당 동맹국들의 불만에도 불구하고, 애덤스는 프랑스 국가를 칭찬하기도 했다.
그가 취임할 당시, 미국의 인구는 약 500만 명이었고, 그 중 3분의 2는 미국 동해안에서 100마일 이내에 거주하고 있었다. 그러나 가장 큰 인구 증가는 애팔래치아산맥 서부 지역에서 발생했다. 그의 임기가 끝날 무렵, 주로 뉴잉글랜드, 버지니아주, 메릴랜드주 출신의 50만 명의 사람들이 서쪽으로 이주하여 켄터키주, 테네시주, 북서부 영토에 정착했다.

## 행정부

### 내각
임명 절차를 제외하고, 헌법에는 행정부 기관의 운영에 대한 언급이 간략하게만 포함되어 있다. 워싱턴의 첫 임기 후반에 "내각"이라는 용어가 행정부 부서장에게 적용되기 시작했고, 워싱턴은 자문 위원회로서 내각에 의존했다. 헌법은 이러한 기관을 이끌도록 임명된 사람들이 대통령에게 책임이 있음을 명확히 했지만, 내각 임명 해지에 대해서는 침묵했다. 애덤스가 대통령이 되었을 때, 이전 대통령의 고위 관리들의 계속적인 봉사에 관한 전례는 없었다. 애덤스는 엽관제를 이용해 충성스러운 조언자 그룹을 구축할 기회를 잡는 대신, 워싱턴의 내각을 유지했는데, 비록 그 구성원 중 누구도 그와 가깝지 않았지만 말이다.
내각 구성원 세 명인 티머시 피커링, 제임스 맥헨리, 올리버 월컷 주니어는 해밀턴에게 헌신적이었고 모든 주요 정책 문제를 뉴욕에 있는 그에게 보고했다. 이 내각 구성원들은 차례로 해밀턴의 권고를 대통령에게 제시했으며, 종종 애덤스의 제안에 적극적으로 반대했다. 제퍼슨은 1797년 5월 서신에서 "그를 둘러싼 해밀턴주의자들은 나에게 적대적인 것과 마찬가지로 그에게도 적대적이다"라고 썼다. 워싱턴 행정부의 또 다른 잔류 인사였던 법무장관 찰스 리는 애덤스와 잘 협력했으며, 애덤스 대통령 임기 내내 내각에 남았다. 1798년, 메릴랜드 출신의 벤저민 스토더트가 초대 해군장관이 되었고, 스토더트는 애덤스의 가장 중요한 조언자 중 한 명으로 부상했다. 애덤스 임기 후반에 애덤스와 해밀턴 연방주의자 파벌 사이에 분열이 심화되면서, 대통령은 피커링, 맥헨리, 월컷의 조언에 덜 의존했다. 해밀턴의 막후 조작 범위가 밝혀지자, 애덤스는 1800년에 피커링과 맥헨리를 해임하고 각각 존 마셜과 새뮤얼 덱스터로 교체했다.

### 부통령직
애덤스와 제퍼슨은 처음에는 친밀했다. 그들은 20년 전 제2차 대륙회의에서 함께 봉사하면서 친구가 되었다. 취임 전날, 그들은 두 나라 사이의 점점 격렬해지는 관계를 진정시키기 위해 제퍼슨을 3인 대표단으로 프랑스에 파견할 가능성을 논의하기 위해 잠시 만났다. 그들은 이것이 부통령에게 부적절한 역할이라고 결론 내린 후, 제퍼슨의 정치적 동맹인 제임스 매디슨을 대신하기로 합의했다. 취임 직후, 제퍼슨은 애덤스에게 매디슨이 프랑스 외교 임무에 관심이 없다고 알렸다. 애덤스는 어쨌든 내각 내에서 연방당원을 임명하라는 압력 때문에 매디슨을 선택할 수 없었을 것이라고 답했다. 그것이 애덤스가 국가적으로 중요한 문제에 대해 제퍼슨과 상의한 마지막이었다. 부통령은 자신의 정치적 역할인 민주공화당의 지도자로서, 그리고 상원의 의장으로서의 정부 업무에 전적으로 전념했다.

## 사법부 임명

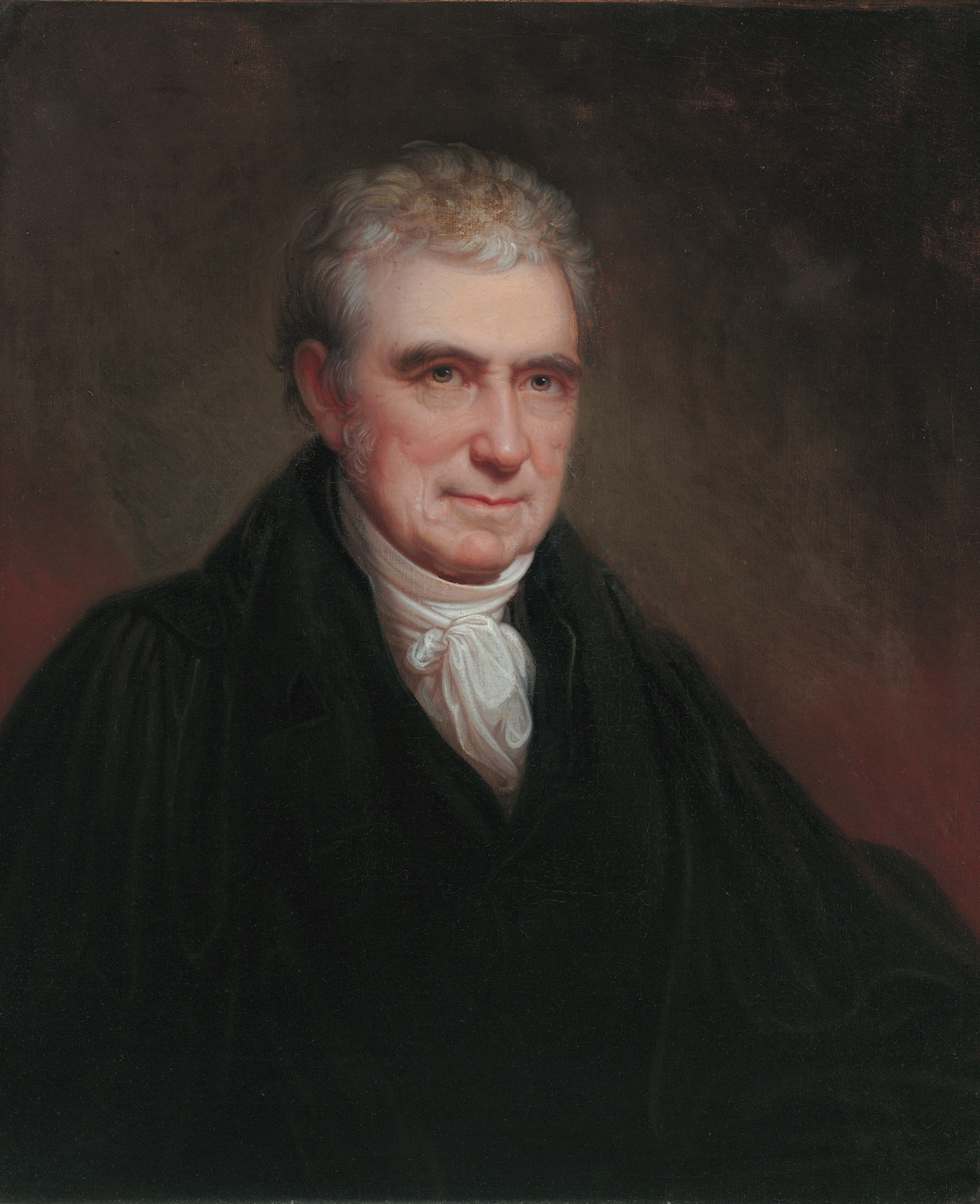
존 마셜, 제4대 미국의 연방 대법원장, 1801–1835

애덤스 대통령은 세 명의 대법원 공석을 채웠다. 1798년 12월, 상원은 애덤스가 전 대통령 워싱턴의 조카인 부시로드 워싱턴을 대법관 제임스 윌슨의 후임으로 지명한 것을 인준했다. 1년 후, 앨프레드 무어가 대법관 제임스 이레델의 후임이 되었다. 그리고 1801년 1월, 애덤스는 건강상의 이유로 은퇴한 올리버 엘스워스의 후임으로 존 마셜을 대법원의 제4대 대법원장으로 지명했다. 애덤스는 처음에 전 대법원장 존 제이를 지명했지만, 제이는 이전 직책으로 복귀하는 것을 거절했다. 당시 국무장관으로 재직 중이던 마셜은 상원에서 신속하게 인준되었고, 2월 4일에 취임했다. 그는 애덤스의 임기가 3월 4일에 끝날 때까지 국무장관으로 계속 재직했다.

## 외교

### 프랑스와의 관계

#### XYZ 사건
애덤스의 임기는 유럽에서 프랑스 혁명 전쟁이 확대되면서 영국과 프랑스 및 그 동맹국들이 전쟁 중인 상황에서 미국의 역할에 대한 분쟁으로 특징지어졌다. 해밀턴과 연방당은 영국을 지지한 반면, 제퍼슨과 민주공화당은 프랑스를 선호했다. 1795년 제이 조약을 둘러싼 치열한 싸움은 이전에 전국적으로 정치를 양극화시키고 프랑스의 불만을 샀다. 제이 조약은 영국의 미국 선원 강제 징집을 포함하여 영국에 대한 미국의 주요 불만 중 일부를 해결했으며, 워싱턴 대통령은 이 조약을 영국과의 또 다른 전쟁을 피하는 가장 좋은 방법으로 보았다. 프랑스는 제이 조약에 격분하여 영국과 교역하던 미국 상선들을 나포하기 시작했다. 1796년 선거에서 프랑스는 제퍼슨을 대통령으로 지지했으며, 그의 패배에 더욱 공격적으로 변했다. 그럼에도 불구하고 애덤스가 취임했을 때, 미국에서는 영국에 대한 두려움과 혁명 전쟁 당시 프랑스의 지원에 대한 기억 때문에 친프랑스 정서가 여전히 강했다.

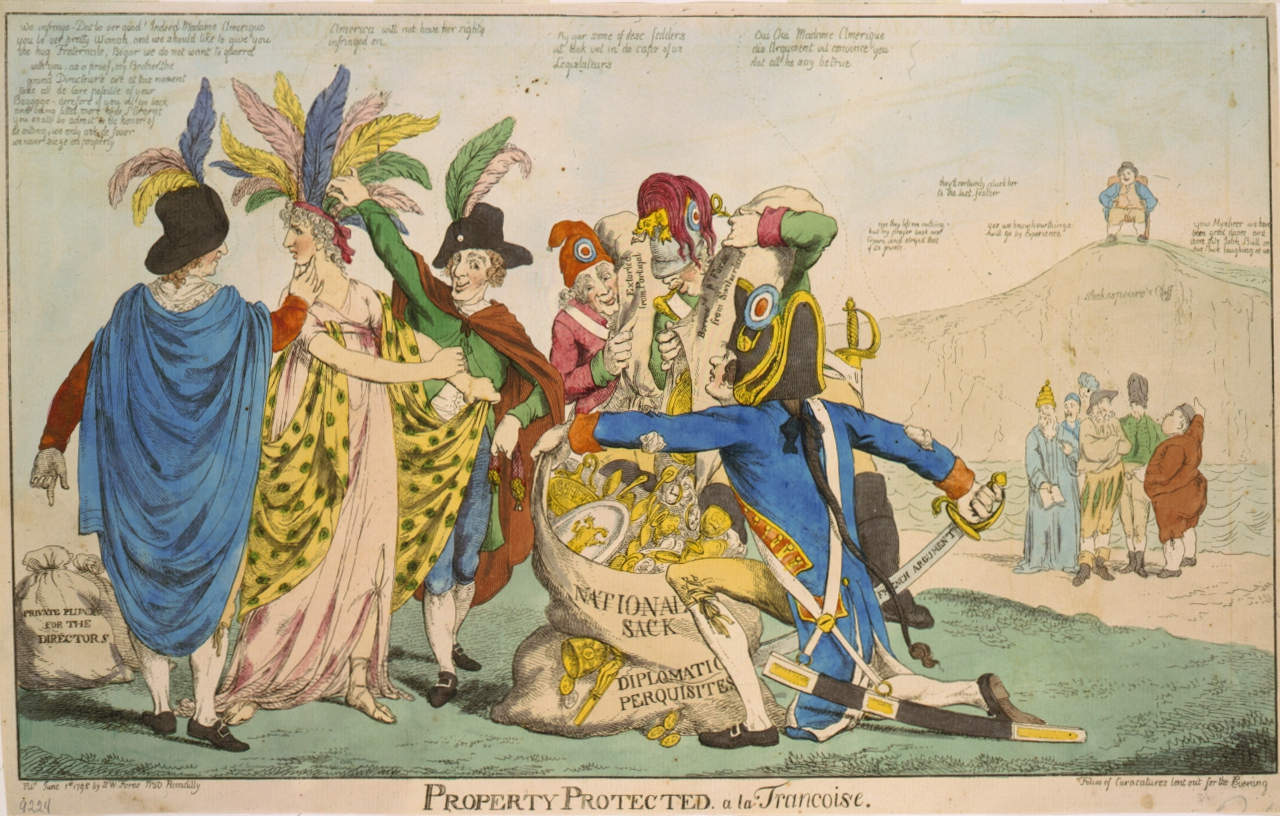
XYZ 사건을 묘사하는 정치 만화—미국은 프랑스인에게 약탈당하는 여성으로 묘사됨 (1798).

애덤스는 프랑스와의 우호적인 관계를 유지하기를 희망했으며, 존 마셜, 찰스 코츠워스 핑크니, 엘브리지 게리로 구성된 대표단을 파리로 보내 프랑스의 미국 선박 공격에 대한 보상을 요청했다. 1797년 10월 특사들이 도착했을 때, 그들은 며칠 동안 기다려야 했고, 마침내 프랑스 외무장관 탈레랑과 15분 간의 회담만을 가졌다. 그 후 외교관들은 탈레랑의 요원 세 명을 만났다. 이들 각각은 미국이 엄청난 뇌물을 지불하지 않으면 외교 협상을 진행하지 않을 것이라고 요구했는데, 한 명은 탈레랑 개인에게, 다른 한 명은 프랑스 공화국에 지불해야 했다. 미국인들은 그러한 조건으로는 협상하기를 거부했다. 마셜과 핑크니는 귀국했고, 게리는 남았다.
1798년 4월 의회 연설에서 애덤스는 탈레랑의 책략을 공개적으로 폭로하여 프랑스에 대한 대중의 분노를 촉발시켰다. 민주공화당은 "XYZ 사건"으로 알려진 행정부의 설명에 회의적이었다. 제퍼슨 지지자들 중 다수는 프랑스에 대한 애덤스의 방어 노력을 훼손하고 반대할 것이었다. 그들의 주된 두려움은 프랑스와의 전쟁이 영국과의 동맹으로 이어지고, 이는 다시 왕정주의자라고 비난받던 애덤스가 국내 의제를 더욱 추진할 수 있게 할 것이라는 점이었다. 한편, 많은 연방당원, 특히 보수적인 "초연방당원"들은 프랑스 혁명의 급진적 영향력을 깊이 두려워했다. 경제 또한 연방당과 민주공화당 간의 분열을 심화시켰는데, 연방당은 영국과의 금융 관계를 추구한 반면, 많은 민주공화당원들은 영국 채권자들의 영향력을 두려워했다.

#### 유사전쟁

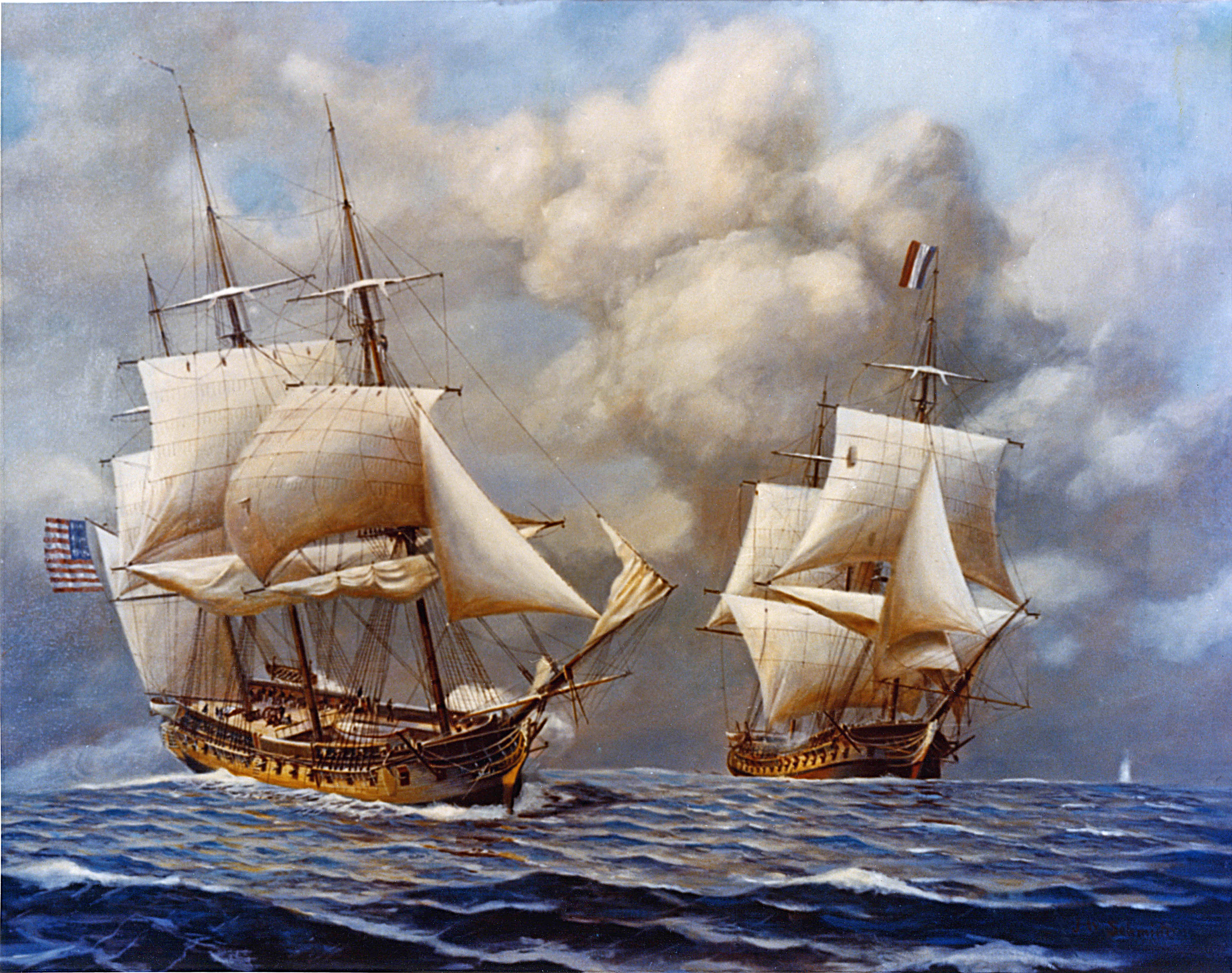
유사전쟁 중 USS 컨스텔레이션 (왼쪽)과 L'Insurgente (오른쪽) 간의 1799년 2월 9일 교전 묘사

대통령은 영국 주도의 프랑스 대항 동맹에 가입하는 데 아무런 이점이 없다고 보았다. 따라서 그는 프랑스의 미국 이익 공격을 막기에 충분한 수준으로 미국 선박이 프랑스 선박을 괴롭히는 전략을 추구했고, 이는 유사전쟁으로 알려진 선전포고 없는 해상 전쟁으로 이어졌다. 더 강력한 프랑스군의 침략 위협에 직면하여 애덤스는 의회에 해군의 대규모 확장과 25,000명의 육군 창설을 승인해 달라고 요청했다. 의회는 10,000명의 육군과 당시 무장하지 않은 세관선 한 척으로 구성되어 있던 해군의 적당한 확장을 승인했다. 워싱턴은 육군 최고 사령관으로 임명되었고, 애덤스는 워싱턴의 요청에 마지못해 해밀턴을 육군 2인자로 임명하는 데 동의했다. 워싱턴의 고령으로 인해 해밀턴이 사실상 지휘하고 있다는 것이 명백해졌다. 분노한 대통령은 당시 "해밀턴은 오만하고 자만하며 야망 있는 필멸자라는 것을 안다. 항상 도덕성을 가장하지만, 내가 아는 어떤 사람보다도 그의 본보기인 늙은 프랭클린처럼 부도덕한 도덕성을 지녔다"라고 언급했다. 해군 확장을 지지하고 미국 해군부 창설을 지지했기 때문에, 애덤스는 "미국 해군의 아버지"라고 불린다.
유사전쟁 동안 해군은 강력한 프랑스 전함인 L'Insurgente 나포를 포함하여 여러 차례 승리를 거두었다. 해군은 또한 카리브해에 있는 반란 프랑스 식민지인 생도맹그 (현재 아이티)와 무역 관계를 개시했다. 애덤스는 자신의 당내 많은 이들의 반대에도 불구하고 전쟁 확대를 저지했다. 특히 애덤스가 임기 초에 프랑스로 파견했으며 프랑스와의 평화를 계속 추구했던 민주공화당원 엘브리지 게리에 대한 대통령의 지속적인 지지는 많은 연방당원들을 좌절시켰다. 국방부 내 해밀턴의 영향력 또한 애덤스와 해밀턴을 지지하는 연방당원들 사이의 균열을 확대했다. 동시에, 대규모 상비군의 창설은 대중의 우려를 불러일으켰고 민주공화당에게 유리하게 작용했다.
1799년 2월, 애덤스는 외교관 윌리엄 반스 머레이를 프랑스에 평화 사절단으로 보낼 것이라고 발표하여 많은 이들을 놀라게 했다. 애덤스는 카리브해의 힘의 균형을 바꿀 수 있기를 바라며 여러 미국 전함의 건조를 기다리는 동안 대표단 파견을 지연시켰다. 해밀턴과 다른 극단적인 연방주의자들의 불만에도 불구하고, 대표단은 마침내 1799년 11월에 파견되었다. 대통령의 두 번째 프랑스 파견 결정은 연방당 내의 심각한 분열을 초래했으며, 일부 연방당 지도자들은 1800년 대통령 선거에서 애덤스를 대체할 대안을 찾기 시작했다. 미국과 프랑스 간의 평화 전망은 1799년 11월 나폴레옹의 집권으로 강화되었는데, 그는 유사전쟁을 유럽에서 진행 중인 전쟁의 방해물로 보았다. 1800년 봄, 애덤스가 보낸 대표단은 조제프 보나파르트가 이끄는 프랑스 대표단과 협상을 시작했다.
전쟁은 9월에 양측이 1800년 협약에 서명하면서 종결되었으나, 프랑스는 미국-프랑스 동맹을 창설했던 1778년 동맹 조약의 폐기를 인정하기를 거부했다. 미국은 프랑스와의 적대 행위 중단 외에는 합의를 통해 얻은 것이 거의 없었으나, 이 협정의 시점은 미국에게 운이 좋았는데, 프랑스는 1802년 아미앵 조약으로 영국과의 전쟁에서 일시적인 유예를 얻게 될 것이었기 때문이다. 협정 서명 소식은 선거 이후에야 미국에 도착했다. 일부 연방당원의 반대를 극복하고, 애덤스는 1801년 2월에 상원의 협정 비준을 얻어낼 수 있었다. 전쟁을 종결한 애덤스는 비상군을 해체했다.

### 스페인과의 관계
미국과 스페인은 1795년에 산 로렌조 조약을 체결하여 스페인령 루이지애나와의 국경을 설정했다. 그러나 프랑스와 미국 간의 전쟁이 임박하면서 스페인은 야주 토지 양도와 미시시피강을 따라 있는 스페인 요새의 무장 해제를 포함한 조약 조건을 이행하는 데 지지부진했다. 애덤스가 취임한 직후, 윌리엄 블런트 상원 의원이 스페인을 루이지애나와 플로리다에서 몰아내려는 계획이 공개되면서 미국과 스페인 간의 관계가 악화되었다. 프란시스코 데 미란다, 베네수엘라의 애국자는 영국과의 협력을 통해 스페인에 대한 미국의 개입을 부추기려고도 시도했다. 해밀턴의 스페인 영토 점령 야망을 거부하며 애덤스는 미란다를 만나기를 거부했고, 이 음모를 분쇄했다. 프랑스와 스페인과의 전쟁을 모두 피한 애덤스 행정부는 산 로렌조 조약의 이행을 감독했다.

## 국내 문제

### 워싱턴 D.C.로 이전
1790년, 의회는 거주지법을 통해 포토맥강을 따라 영구적인 국가 수도 부지를 정했다. 1800년 12월은 새로운 수도의 정부 건물을 완공해야 하는 기한으로 정해졌다. 신생 도시는 워싱턴 대통령의 이름을 따서 명명되었고, 그 주변의 연방구는 당시 미국을 시적으로 부르던 이름인 콜럼비아로 명명되었다. 이 법은 또한 임시 수도를 1791년부터 뉴욕시에서 필라델피아로 옮겼다.
의회는 1800년 5월 15일 필라델피아에서 마지막 회의를 마치고 휴회했으며, 이 도시는 6월 11일부로 공식적으로 국가의 정부 소재지가 아니게 되었다. 1800년 6월, 애덤스는 워싱턴을 처음으로 공식 방문했다. "거칠고 미완성"된 도시 경관 속에서 대통령은 공공 건물이 "예상보다 훨씬 더 진전된 상태"임을 발견했다. 국회의사당의 북쪽 (상원) 날개는 거의 완성되었으며, 백악관도 마찬가지였다. 대통령은 11월 1일에 백악관으로 이주했으며, 영부인 애비게일 애덤스는 몇 주 후에 도착했다. 도착하자마자 애덤스는 그녀에게 편지를 썼다. "편지를 끝내기 전에, 나는 이 집에 그리고 앞으로 이 집에 거주할 모든 사람들에게 최고의 축복을 빌도록 하늘에 기도합니다. 정직하고 현명한 사람들만이 이 지붕 아래에서 통치하기를 바랍니다."

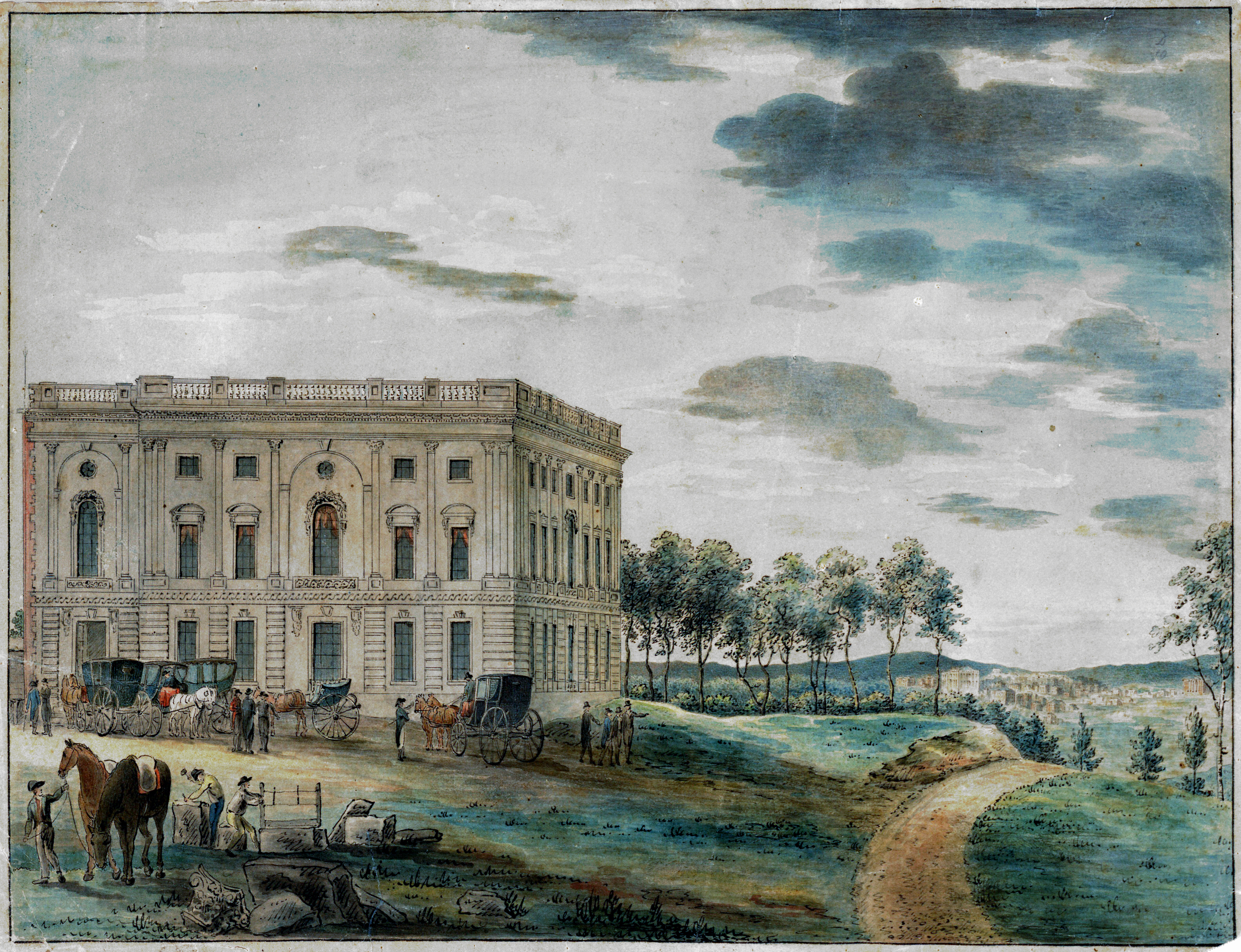
의회 하우스 (동쪽 정면), 워싱턴

제6차 의회 상원은 1800년 11월 17일 국회의사당 건물에서 처음으로 회의를 열었다. 11월 22일, 애덤스는 상원 회의실에서 의회 합동 회의에 제4차 연두교서를 전달했다. 그는 연설을 새로운 정부 소재지에 대해 축하하며 "바뀌지 않을 거주지의 전망"에 대해 강조했다. 그는 낙관적으로 덧붙였다. "비록 편의 시설이 지금 원하는 만큼 완벽하지 않을 수 있다는 우려가 약간 있지만, 이 불편함이 현재 회기 중에 사라질 것이라고 믿을 만한 충분한 이유가 있다." 이것은 다음 113년 동안 어떤 대통령도 의회에 직접 전달할 마지막 연두교서가 될 것이었다. 다음 해 2월, 의회는 공식적으로 컬럼비아 특별구를 조직한 컬럼비아 특별구 유기법 1801년을 승인했다. 헌법에 따라 의회는 특별구의 통치 기관이 되었다.

### 외국인 및 선동법
미국은 유사전쟁으로 인해 점점 더 양극화되었고, 애덤스는 언론에서 격렬한 공격에 직면했다. 아일랜드 출신을 포함한 많은 최근 이민자들은 프랑스에 호의적이었고 영국에 반대했다. 한 아일랜드계 미국인 하원 의원인 매튜 라이언은 연방당 하원 의원과 주먹 싸움을 벌였다. 적대적인 이민자들 사이의 전복 위협을 진압하려는 시도로, 연방당은 1798년에 "외국인 및 선동법"이라는 일련의 법률을 통과시켰다. 역사가들은 그의 서명 외에 애덤스의 관여에 대해 논쟁한다. 그는 회고록에서 법률을 추진했음을 부인했지만, 그의 대통령직에 대한 "명예 훼손적" 공격에 대한 불만이 법률 통과에 영향을 미쳤을 수 있다.
외국인 및 선동법은 네 가지 법안으로 구성되었다. 즉, 귀화법 1798년, 외국인 친구법, 외국인 적대법, 선동법이다. 이 법안들은 극단적인 선동가들을 허용하지 않음으로써 분리주의자들의 위협을 완화하기 위해 고안되었다. 귀화법은 이민자가 미국 시민권을 얻는 데 필요한 거주 기간을 14년으로 늘렸는데, 이는 부분적으로 귀화 시민들이 민주공화당에 투표하는 경향이 있었기 때문이었다. 외국인 친구법과 외국인 적대법은 대통령이 국가에 위험하다고 간주되거나 적대국 출신인 외국인을 추방할 수 있도록 허용했다. 선동법은 정부나 그 관리들에 대해 "거짓, 스캔들, 악의적인 글"을 출판하는 것을 범죄로 규정했다. 처벌은 2~5년 징역과 최대 5,000달러의 벌금을 포함했다.
이 법들은 의원과 여러 신문 편집자들의 기소로 인해 논란이 되었다. 연방당 행정부는 선동법에 따라 14건 이상의 기소를 시작했으며, 가장 저명한 6개 민주공화당 신문 중 5개에 대해 소송을 제기했다. 전기작가 페링에 따르면, 대부분의 법적 조치는 1798년과 1799년에 시작되었고, 1800년 대통령 선거 직전에 재판에 회부되었으며, 그 시기는 결코 우연처럼 보이지 않았다. 다른 역사가들은 외국인 및 선동법이 거의 시행되지 않았다는 증거를 제시했다. 선동법에 따른 유죄 판결은 10건만이 확인되었고, 애덤스는 추방 명령에 서명한 적이 없으며, 이 법들에 대한 분노의 원천은 민주공화당이었다. 그러나 다른 역사가들은 이 법들이 처음부터 정치적 표적으로 사용되어 많은 외국인들이 나라를 떠나게 했다는 점을 강조했다. 이 법들은 또한 연방당에 반대하는 많은 사람들을, 심지어 의회에서도 기소할 수 있도록 했다.
이 법들의 합헌성을 거부하면서, 제퍼슨과 매디슨은 비밀리에 켄터키 및 버지니아 결의안을 작성했는데, 이 결의안에서 켄터키와 버지니아 주 정부는 이 법들을 무효화했다고 주장했다. 이 법들을 둘러싼 논쟁이 계속되면서, 1800년 선거는 서로에 대한 엄청난 두려움과 정책에 대한 두려움이 표출된 격렬하고 변동적인 싸움이 되었다. 1800년 선거에서 민주공화당이 승리한 후, 그들은 이 법들이 마침내 만료되기 전에 연방당에 대항하여 이 법들을 사용했다.

### 과세 및 프라이스 반란
유사전쟁의 군비 증강 비용을 충당하기 위해 애덤스와 의회의 연방당원들은 1798년 직접세를 제정했다. 연방 정부의 직접 과세는 대중적으로 매우 인기가 없었으며, 워싱턴 행정부 시절의 정부 수입은 주로 소비세와 관세에서 나왔다. 워싱턴은 성장하는 경제의 도움으로 균형 예산을 유지했지만, 군사비 지출 증가는 이제 주요 예산 적자를 야기할 위험이 있었다. 해밀턴, 앨콧, 애덤스는 증가하는 정부 수입의 필요성을 충족하기 위한 과세 계획을 개발했다. 1798년 직접세는 재산 가치의 최대 1%에 달하는 누진세 방식의 토지가치세를 도입했다. 동부 펜실베이니아의 납세자들은 연방 세금 징수원에게 저항했고, 1799년 3월에는 유혈 사태 없는 프라이스 반란이 발발했다. 독립 전쟁 참전 용사 존 프라이스가 이끄는 시골 독일어권 농민들은 그들이 공화주의적 자유와 교회에 대한 위협으로 보았던 것에 항의했다. 이 세금 반란은 계급 투쟁의 망령을 불러일으켰고, 해밀턴은 반란을 진압하기 위해 군대를 이끌고 이 지역으로 들어갔다. 이후 프라이스의 재판은 전국적인 관심을 받았다. 애덤스는 프라이스와 다른 두 명이 반역죄로 사형 선고를 받은 후 그들을 사면했다. 이 반란, 군대 배치, 그리고 재판 결과는 펜실베이니아와 다른 주들에서 많은 사람들을 연방당으로부터 소외시켰고, 애덤스의 재선 희망에 타격을 주었다.

### 밤샘 판사
대통령직 초기부터 애덤스는 새로운 연방 판사직 신설을 주장했지만, 의회로부터 거부당했다. 1800년 선거에서 연방당이 의회의 양원과 대통령직 통제권을 상실한 후, 이전에 반대했던 많은 연방당원들이 이 제안을 지지하게 되었는데, 이는 법원 확장이 많은 연방당원들을 종신직 정부 직책에 임명할 수 있게 해 줄 것이었기 때문이다. 레임덕 세션이었던 제6차 의회는 1801년 사법부법을 승인했는데, 이는 지방 법원과 대법원 사이에 일련의 연방 항소 법원을 신설했다. 또한 대법원 규모를 6인에서 5인으로 축소하여 다음 공석이 발생할 때부터 효력을 발휘하도록 했다. 이는 제퍼슨이 두 개의 공석이 발생할 때까지 대법관을 임명할 기회를 박탈하기 위한 것이었다. 애덤스가 대통령직 마지막 날 동안 이 새로운 직책들을 채웠을 때, 야당 신문과 정치인들은 곧 이 임명된 이들을 "밤샘 판사"라고 부르기 시작했다. 이 판사들 대부분은 민주공화당이 장악한 제7차 의회가 새로 신설된 법원을 폐지하고 연방 법원 시스템을 이전 구조로 되돌리는 사법부법 1802년을 승인하면서 직책을 잃었다.
1800년 제퍼슨과 민주공화당에 의해 권좌에서 물러난 후, 연방당은 공화국의 생존에 대한 희망을 연방 사법부에 두었다. 마셜이 대법원장으로 재직한 34년 동안, 마셜 대법원은 연방 정부의 권한을 확대하고 사법부를 행정부와 입법부와 함께 연방 정부의 동등한 지부로 확립하는 데 중요한 역할을 했다. 나중에 애덤스는 "존 마셜을 미국 국민에게 선물한 것은 내 인생에서 가장 자랑스러운 행동이었다"라고 회고했다.

### 기타 국내 문제
평생 동안 애덤스는 노예제도를 싫어했고 노예를 소유하지 않았다. 1800년, 노예 무역법 1800년은 국제 노예 무역을 제한했고 애덤스는 1800년 5월 10일 이에 서명하여 법으로 제정했다.
조지 로건 (펜실베이니아 정치인)은 1798년에 프랑스와 비밀리에 협상했던 상원 의원이었다. 평범한 시민이 외국과 협상하기 위해 파리로 갔다는 사실에 많은 사람들이 분노했고, 이에 대한 대응으로 로건 법을 통과시켰다. 존 애덤스는 이 법안에 서명했다. 이 법의 취지는 승인되지 않은 협상이 정부의 입지를 훼손하는 것을 막기 위함이다.

## 1800년 선거
연방당이 프랑스와의 협상을 두고 깊이 분열되고, 야당인 민주공화당이 외국인 및 선동법과 군비 확장에 격분하면서, 애덤스는 힘겨운 재선 운동에 직면했다. 그럼에도 불구하고, 그는 주요 연방당 지지 기반인 뉴잉글랜드에서의 꾸준한 인기에 힘입어 당내에서 강한 입지를 유지했다. 1800년 초, 연방당 소속 의원들은 애덤스와 찰스 C. 핑크니를 대통령 후보로 지명했다. 당원 회의는 어느 후보가 대통령직이나 부통령직에 선호되는지 명시적으로 밝히지 않았다. 한편, 민주공화당은 지난 선거의 후보였던 제퍼슨과 버를 지명했지만, 제퍼슨을 당의 1순위 후보로 지정했다.

1800년 대통령 선거 선거인단 투표 결과 (제퍼슨 또는 애덤스 득표만 표시)

선거 운동은 격렬했으며 양측의 당파적 언론으로부터 악의적인 모욕으로 얼룩졌다. 연방당은 공화당이 혁명을 통해 나라를 망칠 급진주의자라고 주장했다. 공화당은 "질서, 평화, 미덕, 종교를 사랑하는 모든 이들의 적"이라고 불렸다. 그들은 방탕하고 위험한 급진주의자로서 연방보다 주권론을 선호하고 무정부 상태와 내전을 선동할 것이라고 했다. 제퍼슨의 노예와의 소문난 관계도 그에게 불리하게 사용되었다. 공화당은 연방주의자들이 징벌적 연방 법률을 통해 공화주의 원칙을 훼손하고, 귀족적이고 반공화주의적인 가치를 조장하기 위해 프랑스와의 전쟁에서 영국과 다른 연합국을 편들고 있다고 비난했다. 제퍼슨은 자유의 사도이자 민중의 사람으로 묘사되었고, 애덤스는 군주주의자로 낙인 찍혔다. 그는 정신 이상과 배우자 불성실로 비난받았다. 제퍼슨이 비밀리에 자금을 지원한 공화당 선전가 제임스 T. 캘린더는 애덤스의 인격을 강력하게 공격하고 그가 프랑스와 전쟁을 시도했다고 비난했다. 캘린더는 선동법에 따라 체포되어 투옥되었는데, 이는 공화당의 격정을 더욱 부추겼을 뿐이었다.
때로는 연방당의 반대도 만만치 않았다. 피커링을 포함한 일부는 애덤스가 제퍼슨과 공모하여 그가 결국 대통령이나 부통령이 되도록 만들었다고 비난했다. 해밀턴은 대통령의 재선을 방해하기 위해 열심히 노력했다. 애덤스의 인격을 비난하는 기소를 계획하면서, 그는 축출된 내각 비서들과 월컷 양쪽에서 개인 문서를 요청하고 받았다. 이 편지는 원래 소수의 연방당 선거인들에게만 보내려던 것이었다. 초고를 본 몇몇 연방당원들은 해밀턴에게 보내지 말라고 촉구했다. 월컷은 "불쌍한 노인"이 그들의 도움 없이도 스스로 망가질 수 있다고 썼다. 그러나 해밀턴은 그들의 조언을 듣지 않았다. 10월 24일, 그는 여러 지점에서 애덤스를 강력하게 공격하는 팸플릿을 보냈다. 해밀턴은 머레이의 "성급한 지명", 프라이스의 사면, 피커링의 해고 등 애덤스의 많은 정책 결정을 비난했다. 그는 또한 대통령의 "역겨운 이기주의"와 "통제 불능의 기질"을 비난하는 상당한 개인적인 모욕도 포함했다. 애덤스는 "정서적으로 불안정하고, 충동적이고 비합리적인 결정을 내리며, 가장 가까운 조언자들과 공존할 수 없고, 일반적으로 대통령직에 부적합하다"고 결론 내렸다. 이상하게도, 그것은 선거인들이 애덤스와 핑크니를 동등하게 지지해야 한다고 말하며 끝났다. 은밀히 사본을 입수한 버 덕분에 이 팸플릿은 대중에게 알려졌고, 그 내용에 기뻐한 공화당원들에 의해 전국에 배포되었다. 이 팸플릿은 연방당을 파괴하고 해밀턴의 정치 경력을 끝내며 애덤스의 이미 확실했던 패배를 확실히 하는 데 일조했다.
| 1800년 선거인단 투표 총계 | 1800년 선거인단 투표 총계 | 1800년 선거인단 투표 총계 | 1800년 선거인단 투표 총계 |
| 이름                      | 정당                      | 정당                      | 득표수                    |
| ------------------------- | ------------------------- | ------------------------- | ------------------------- |
| 토머스 제퍼슨             |                           | 민주공화당                | 73                        |
| 에런 버                   |                           | 민주공화당                | 73                        |
| 존 애덤스                 |                           | 연방당                    | 65                        |
| 찰스 C. 핑크니            |                           | 연방당                    | 64                        |
| 존 제이                   |                           | 연방당                    | 1                         |

선거인단 득표가 집계되었을 때, 애덤스는 65표로 3위, 핑크니는 64표로 4위를 차지했다 (한 명의 뉴잉글랜드 연방당 선거인은 존 제이에게 투표했다). 제퍼슨과 버는 각각 73표로 1위를 기록했다. 동점이었기 때문에 선거는 하원에서 결정되었다. 헌법에 명시된 대로, 각 주 대표단은 일괄적으로 투표했으며, 각 주가 한 표를 가졌다. 승리에는 절대다수 (당시 16개 주였으므로 9표)가 필요했다. 1801년 2월 17일 – 36번째 투표에서 – 제퍼슨은 10대 4의 표차로 선출되었다 (두 주는 기권했다). 해밀턴의 계획은 연방당을 분열되어 보이게 하여 제퍼슨이 승리하는 데 도움이 되었지만, 연방당 선거인들을 애덤스로부터 멀어지게 하려는 전반적인 시도에는 실패했다는 점이 주목할 만하다.
페링은 애덤스의 패배를 다섯 가지 요인으로 돌린다. 공화당의 더 강력한 조직력, 연방당의 분열, 외국인 및 선동법을 둘러싼 논란, 남부에서의 제퍼슨의 인기, 그리고 뉴욕주에서의 에런 버의 효과적인 정치 활동이다. 당의 참패 원인을 분석하며 애덤스는 "지금까지 존재했던 어떤 정당도 우리처럼 자신을 모르거나 자신의 영향력과 인기를 허황되게 과대평가하지 않았다. 그 누구도 자신의 권력 원인을 그렇게 잘못 이해하거나 그렇게 무모하게 파괴하지 않았다"고 썼다. 스티븐 G. 커츠는 해밀턴과 그의 지지자들이 연방당 파괴에 주로 책임이 있다고 주장한다. 그들은 당을 개인적인 도구로 보았고, 대규모 상비군을 건설하고 애덤스와 불화를 일으킴으로써 제퍼슨주의자들의 손에 놀아났다. 체르노는 해밀턴이 애덤스를 제거함으로써 결국 파괴된 연방당의 조각들을 수습하고 다시 지배적인 위치로 이끌 수 있다고 믿었다고 썼다. 체르노는 "애덤스를 숙청하고 제퍼슨이 잠시 통치하게 하는 것이 당의 이념적 순수성을 타협으로 희석시키는 것보다 낫다"고 말한다.
패배의 고통을 더하는 것은 애덤스의 아들 찰스가 11월 30일 사망했는데, 그는 오랜 알코올 중독자였다. 이미 매사추세츠로 떠난 애비게일과 다시 합류하고 싶었던 애덤스는 1801년 3월 4일 새벽에 백악관을 떠났고, 제퍼슨의 취임식에는 참석하지 않았다. 그 이후로 세 명의 다른 전직 미국 대통령들도 후임 대통령의 취임식에 참석하지 않았다.
 애덤스는 다음 대통령에게 "금고는 가득 차 있고" "평화의 전망이 밝은" 나라를 남겨두고 떠났다고 썼다.
애덤스와 제퍼슨 사이의 대통령 권력 이양은 미국 역사상 두 개의 다른 정당 간에 이루어진 최초의 이양이었으며, 이후 모든 정당 간 권력 이양의 선례를 세웠다. 1796년과 1800년 선거에서 발생한 복잡한 문제로 인해 의회와 주들은 선거인단이 대통령과 부통령을 선출하는 절차를 개선하게 되었다. 새로운 절차는 2004년 6월 헌법의 일부가 되어 1804년 대통령 선거에서 처음 시행된 수정 헌법 제12조를 통해 제정되었다.

## 역사적 평가
역사가 스티븐 커츠는 다음과 같이 주장했다.
1796년 애덤스는 그의 경력의 정점에 서 있었다. 당대인들과 역사가들은 그를 지혜와 정직성, 국가 이익에 대한 헌신을 지닌 인물로 평가했다. 동시에 그의 의심과 이론은 그가 열망하고 노력했던 위대함에 미치지 못하게 했다.... 미국이 혁명 프랑스와의 심각한 위기에 처했을 때, 그리고 굴욕적인 양보와 잠재적으로 재앙적인 전쟁 사이에서 국가를 조종하려는 그의 시도는 그를 점점 더 당황하고 더 나은 연방당 지도자들로부터 고립되게 만들었다. XYZ 사건 이후 평화 협상을 재개하려는 그의 결정, 군비 증강, 외국인 및 선동법 통과, 그리고 해밀턴을 육군 사령관으로 임명한 것은 1799년 2월 폭발처럼 다가왔다. 대부분의 미국인들은 안도하고 공감했지만, 연방당은 1800년 제퍼슨주의 공화주의와의 결정적인 충돌 직전에 산산조각 났다.

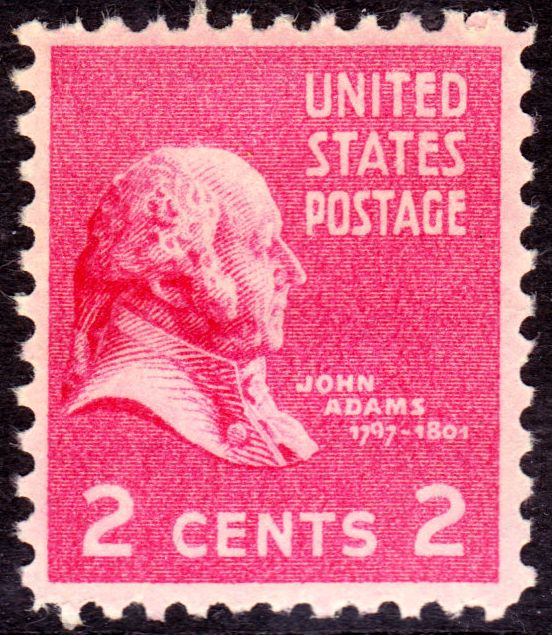
존 애덤스, 2센트 미국 우표, 1938년 대통령 시리즈

역사가 및 정치학자들의 여론조사는 애덤스를 중위권 상위의 대통령으로 평가하며, 단임 재임 대통령 중 최고 중 한 명으로 본다. 역사가 조지 헤링은 애덤스가 건국자들 중 가장 독립적인 사고를 가졌다고 주장한다. 그는 연방당과 동조했지만, 제퍼슨주의 공화당만큼이나 연방당과도 의견이 달랐기 때문에 다소 독자적인 당파였다. 그는 종종 "성격이 까다롭다"고 묘사되었지만, 그의 끈기는 보편적인 반대에도 불구하고 내린 좋은 결정들에서 비롯되었다. 애덤스는 종종 호전적이었는데, 이는 대통령의 품위를 떨어뜨렸다고 애덤스 자신도 노년에 인정했다. "[대통령으로서] 나는 침묵 속에서 고통받기를 거부했다. 나는 한숨 쉬고, 흐느끼고, 신음했으며, 때로는 비명을 지르기도 했다. 그리고 때로는 욕설을 퍼부었다는 것을 부끄럽고 슬프게 고백해야 한다." 프랑스와의 적대 행위를 계속하기보다는 평화를 진전시키려는 애덤스의 결심은 특히 그의 인기를 떨어뜨렸다. 이는 그의 재선 실패에 중요한 역할을 했지만, 그는 그 결과에 너무 만족하여 묘비에 새겼다. 역사가 랄프 애덤스 브라운은 애덤스가 미국을 프랑스와의 전쟁에서 벗어나게 함으로써 신생 국가가 성장하고 번성하여 결국 19세기에 대륙 횡단 국가가 될 수 있도록 했다고 주장한다.
역사가와 정치학자들의 여론조사는 일반적으로 애덤스를 평균 또는 평균 이상의 대통령으로, 그리고 단임으로 재직한 대통령 중 최고 중 한 명으로 평가한다. 2017년 C-SPAN 조사에서 91명의 대통령 역사가들은 애덤스를 전직 대통령 43명 중 19위로 평가했다(2009년 17위에서 하락). 이 최근 조사에서 각 범주별 순위는 다음과 같다. 대중 설득력(22), 위기 리더십(17), 경제 관리(15), 도덕적 권위(11), 국제 관계(13), 행정 능력(21), 의회와의 관계(24), 비전/의제 설정(20), 모든 이를 위한 평등한 정의 추구(15), 시대적 상황에 따른 성과(19). 2024년 미국정치학회 대통령 및 행정 정치 부문 조사에서는 애덤스가 13번째로 훌륭한 대통령으로 평가되었다.

## 같이 보기
- 존 애덤스의 외교
- 연방당 시대

## 참고 자료
- Allen, William C. (2001). 《History of the United States Capitol: A Chronicle of Design, Construction, and Politics》. S. Doc. 106-29. Government Printing Office. ISBN 0-16-050830-4. 2008년 12월 16일에 원본 문서에서 보존된 문서. 2017년 8월 20일에 확인함.
- Brown, Ralph A. (1975). 《The Presidency of John Adams》. American Presidency Series. Lawrence, Kansas: University Press of Kansas. ISBN 0-7006-0134-1.
- Chernow, Ron (2004). 《Alexander Hamilton》. Penguin Books. ISBN 1-59420-009-2.
- Crew, Harvey W.; Webb, William Bensing; Wooldridge, John, 편집. (1892). 《Centennial History of the City of Washington, D. C.: With Full Outline of the Natural Advantages, Accounts of the Indian Tribes, Selection of the Site, Founding of the City ... to the Present Time》. Dayton, Ohio: United Brethern Publishing House. 2017년 8월 17일에 확인함.
- Diggins, John P. (2003).  Schlesinger, Arthur M., 편집. 《John Adams》. The American Presidents. New York, New York: Time Books. ISBN 0-8050-6937-2.
- Elkins, Stanley M.; McKitrick, Eric (1993). 《The Age of Federalism》. Oxford University Press. ISBN 0195068904.
- Ellis, Joseph J. (1993). 《Passionate Sage: The Character and Legacy of John Adams》. W. W. Norton & Company. ISBN 0393311333.
- Ferling, John (1992). 《John Adams: A Life》. Knoxville: University of Tennessee Press. ISBN 0-87049-730-8. online book review
- Ferling, John (2004). 《Adams vs. Jefferson: The Tumultuous Election of 1800》. New York: Oxford University Press. ISBN 0-19-516771-6.; online book review
- Herring, George C. (2008). 《From colony to superpower: U.S. foreign relations since 1776》. Oxford University Press. ISBN 978-0199743773.
- Hoadley, John F. (1986). 《Origins of American Political Parties: 1789–1803》. Lexington, Kentucky: University Press of Kentucky. ISBN 978-0-8131-5320-9.
- Kurtz, Stephen G. (1957). 《The Presidency of John Adams: The Collapse of Federalism, 1795–1800》. Philadelphia: University of Pennsylvania Press.
- McCullough, David (2001). 《John Adams》. Simon & Schuster. 144쪽. ISBN 978-1-4165-7588-7.
- McDonald, Forrest (1974). 《The Presidency of George Washington》. American Presidency. University Press of Kansas. ISBN 978-0-7006-0359-6.
- Miller, John C. (1960). 《The Federalist Era: 1789–1801》. New York, Harper.
- Morison, Samuel Eliot (1965). 《The Oxford History of the American People》. New York: Oxford University Press. LCCN 65-12468.
- Morse, John Torey (1884). 《John Adams》. Boston, MA: Houghton, Mifflin, and Company. OCLC 926779205.
- Pasley, Jeffrey L. (2013). 《The First Presidential Contest: 1796 and the Founding of American Democracy》. Lawrence, Kansas: The University Press of Kansas. ISBN 978-0-7006-1907-8.
- Smith, Page (1962). 《John Adams》. II 1784–1826. New York: Doubleday. LCCN 63-7188.; online book review
- Watkins, William J. Jr. (2004). 《Reclaiming the American Revolution: The Kentucky and Virginia Resolutions and their Legacy》. New York, New York: Palgrave Macmillan. 28쪽. ISBN 1-4039-6303-7.
- Wood, Gordon S. (2009). 《Empire of Liberty: A history of the Early Republic, 1789–1815》. New York: Oxford University Press. ISBN 978-0199741090.

## 더 읽어보기
- "John Adams." in Dictionary of American Biography (1936) Online
- Akers, Charles W. (2002). "John Adams" in Graff, Henry, ed. The Presidents: A Reference History (3rd ed.). New York, New York: Charles Scribner's Sons. ISBN 0684312263. online.
- Bassett, John Spencer. The Federalist System, 1789–1801 (1906) online, old scholarly survey
- Brinkley, Alan, and Davis Dyer, eds. (2004). The American Presidency. Boston: Houghton Mifflin. ISBN 0-618-38273-9.
- Dougherty, Keith L. "TRENDS: Creating Parties in Congress: The Emergence of a Social Network." Political Research Quarterly 73.4 (2020): 759–773. PDF
- Fisher, Louis. "John Adams". in The Presidents and the Constitution, Volume One (New York University Press, 2020) pp. 34–46.
- Freeman, Joanne B. (2001). Affairs of Honor: National Politics in the New Republic. New Haven: Yale University Press. ISBN 0-300-09755-7. online
- Halperin, Terri Diane. The Alien and Sedition Acts of 1798: Testing the Constitution (Johns Hopkins UP, 2016) 155pp. online review
- Holdzkom, Marianne. Remembering John Adams: The Second President in History, Memory and Popular Culture (McFarland, 2023) online.
- Holzer, Harold. The Presidents Vs. the Press: The Endless Battle Between the White House and the Media—from the Founding Fathers to Fake News (Dutton, 2020) pp 22–33.  online
- Howe, John R. Jr. (1966). The Changing Political Thought of John Adams. Princeton: Princeton University Press. 틀:LCCN. online
- Johnson, Ronald Angelo. Diplomacy in Black and White: John Adams, Toussaint Louverture, and Their Atlantic World Alliance (U of Georgia Press, 2014), 264pp. online
- Ray, Thomas M. "'Not One Cent for Tribute': The Public Addresses and American Popular Reaction to the XYZ Affair, 1798–1799." Journal of the Early Republic 3.4 (1983): 389–412. online
- Scherr, Arthur. "Arms and Men: The Diplomacy of US Weapons Traffic with Saint-Domingue under Adams and Jefferson." International History Review 35.3 (2013): 600–648.
- Scherr, Arthur. John Adams, Slavery, and Race: Ideas, Politics, and Diplomacy in an Age of Crisis (ABC-CLIO, 2018).
- Sharp, James Roger (1993). American Politics in the Early Republic: The New Nation in Crisis. New Haven: Yale UP. ISBN 0-300-06519-1 online
- Sidak, J. Gregory. "The Quasi War Cases-And Their Relevance to Whether Letters of Marque and Reprisal Constrain Presidential War Powers". Harvard Journal of Law & Public Policy 8 (2004): 465+ PDF.
- Stinchcombe, William (October 1977). 《The Diplomacy of the WXYZ Affair》. 《The William and Mary Quarterly》 34. 590–617쪽. doi:10.2307/2936184. JSTOR 2936184.
- Varg, Paul A. Foreign Policies Of The Founding Fathers (1964) online
- Waldstreicher, David, ed. A Companion to John Adams and John Quincy Adams (2013), emphasizes historiography. excerpt
- White, Leonard Duppe. (1956). The Federalists: A Study in Administrative History, ISBN 978-0313201011
- Wood, Gordon S. Friends Divided: John Adams and Thomas Jefferson (Penguin, 2018).
- Young C.J. "Serenading the President: John Adams, the XYZ Affair, and the 18th-Century American Presidency" Federal History (2014), vol. 6, pp. 108–122.